# بامبكين سيزرز
بامبكين سيزرز (باليابانية: パンプキン·シザーズ، بالروماجي: Panpukin Shizāzu) هي سلسلة مانغا يابانية من
ريوتارو إيواناغا، نشرت من قبل كودانشا في مجلة غريت عام 2002 حتى عام 2006، ثم أنتقلت إلى مجلة شونن الشهرية في أكتوبر عام 2006. أنتجت إلى مسلسل أنمي تلفزيوني من قبل استديو جونزو بالتعاون مع شركة أنمي إنترنشنل. عرض الأنمي في 2 أكتوبر عام 2006 واستمر عرضه حتى 19 مارس عام 2007، وتكون من
24 حلقة.

## القصة
تدور أحداث القصة في تاريخ بديل عن الحرب العظمى بين الإمبراطورية الملكية وجمهورية فروست التي تركت جرحًا عميقًا في جميع أنحاء الإمبراطورية. بعد مرور ثلاث سنوات من وقف إطلاق النار، لا تزال الإمبراطورية تعاني من المجاعة والمرض، بينما تقوم مجموعات من الجنود السابقين بترويع السكان، بقيادة الملازم أليس مالفين وبمساعدة جندي غامض يُدعى راندل أولاند، تم تكليف فرقة القسم الثالث من الجيش "بامبكين سيزرز" بتوفير الإغاثة من الحرب للبلاد.

## الشخصيات
الملازم الثاني أليس إل مالفين
أداء صوتي: شيزوكا إيتو
العريف راندل أولاند
أداء صوتي: كينتا مياكي
 كابتن هانكس
أداء صوتي: تشو
ضابط الصف مارتيس
أداء صوتي: تشيهيرو سوزوكي
ضابط صف أوريلدو
أداء صوتي: كوسكي توريومي
الرقيب الرائد ليلي ستيتشين
أداء صوتي: كانا أويدا
ميركري
أداء صوتي: كازوكي أوغاوا
الملازم أول ويبنر
أداء صوتي: أكيكو هيراماتسو
ليونيل تايلور
أداء صوتي: شينيتشيرو ميكي
الرائد كونري
أداء صوتي: تومويوكي شيمورا
ولمارف
أداء صوتي: داي ماتسوموتو
هانز
أداء صوتي: جونجي ماجيما

## وصلات خارجية
- بامبكين سيزرز على موقع فنميشن

- بامبكين سيزرز على موقع ANN manga (الإنجليزية)